# LG化学
LG化学有限公司（韓語：LG화학），前称“乐喜化学工业社”，是韩国最大的化工企业，总部位于韩国首爾，為樂金集團旗下企業。 
目前LG化学是一家企业对企业的公司。 
为了成立一个控股公司，“老”LG化学（LG公司的法律前身）被分离，而成立了“新”的LG化学和LG H&H。“老”LG 化学更改其名称为LG CI l。在2003年与 LG EI（金星社的合法继承者）合并后，即更名为LG化学株式会社。
该公司在韩国拥有8家工厂，并在15个国家/地区拥有29个营业网点。该网络包括位在中国大陸的控股公司、14个海外制造子公司、五个营销子公司、七个代表处以及两个研发中心。据《金融时报》2017年4月2日的報導，LG化学将扩大其电池产品在中国大陸的生产。 当时，中国大陸市場占公司总销售额的三分之一。 
2020年5月7日，LG化學在印度安得拉邦维沙卡帕特南的化工廠發生苯乙烯洩漏事故，造成附近住戶13人死亡、1,000多人身體不適。

## 业务和产品领域
LG化学有三个主要业务领域：
- 基础材料和化学品
- 資訊技術与电子材料
- 能源解决方案

### 基本材料和化学品
LG化学是石化产品的供应商，产品范围从基础馏出物到特种聚合物 。例如，它是丙烯腈丁二烯苯乙烯 （ABS），  苯乙烯-丙烯腈树脂 （SAN）， 和聚氯乙烯 （PVC）等常见塑料的大型生产商。 它还生产原材料和液体，包括增塑剂 ，特种添加剂， 醇 ， 聚烯烃 ， 丙烯酸 ， 合成橡胶 ，苯乙烯，高性能聚合物， 工程塑料 ， 弹性体 ，导电树脂和其他化学品。 

### 信息技术与电子材料
LG化学提供显示器和光学膜，印刷电路材料和碳粉。它还提供LCD偏振器，该偏振器是应用于TFT-LCD面板的顶部和底部表面的多层薄膜，以使来自背光单元的光穿过面板，以及3D FPR（ 薄膜型图案化延迟器 ）薄膜，可以进行三维查看。 

### 能源解决方案

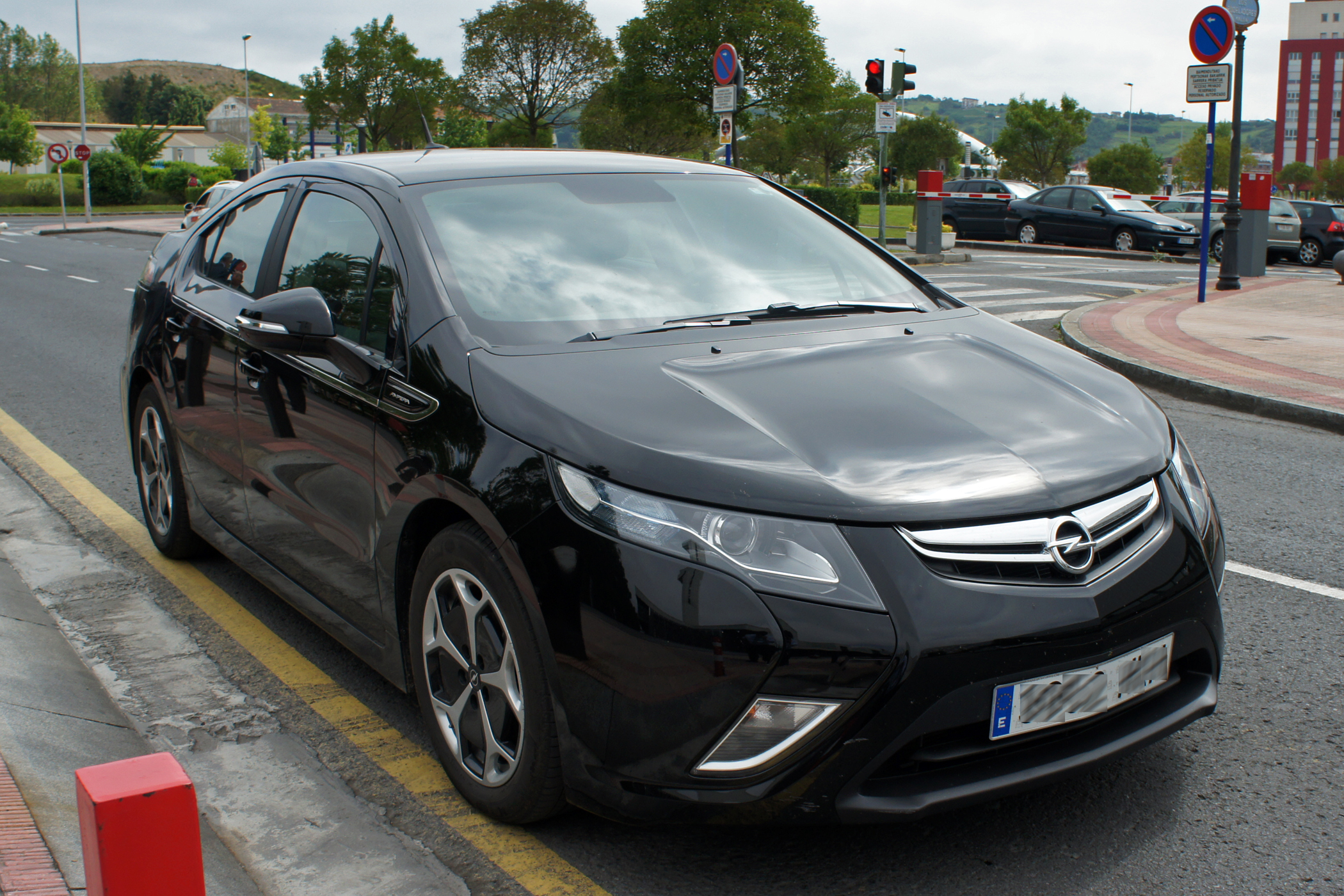
雪佛兰Volt，在欧洲被称为欧宝Ampera

LG Chem于1999年完成开发并开始批量生产韩国首个锂离子电池。截至2011年底，LG Chem是全球第三大制造商，年生产能力为10亿个电池。它还是汽车电池用于电动车辆，如福克斯，雪佛兰Volt和雷诺ZOE的供应商。 
该工厂每年可生产足够的电池，以为电动汽车和混合动力 汽车制造5万至20万个电池组，例如通用汽车的雪佛兰Volt      福特福克斯电气 ，以及其他汽车制造商即将推出的插电式电动汽车。  其研发部门LG Chem Power位于密歇根州特洛伊市附近。  LG Chem Power和LG Chem Michigan最初是一家名为Compact Power，Inc.的公司 
在韩国制造的电池，后来改用LG Chem Michigan的荷兰工厂生产的电池。